# Thang đo xu hướng tính dục
Các thang đo xu hướng tính dục là  các sơ đồ phân loại những xu hướng tính dục khác nhau. Định nghĩa của thuật ngữ xu hướng tính dục thường bao gồm hai thành phần: thành phần "tâm lý" và "hành vi". Tuy nhiên định nghĩa của hai phần này thay đổi dựa theo các nhà nghiên cứu khác nhau và qua những khoảng thời gian khác nhau  Những khó khăn đó thúc đẩy các nhà nghiên cứu xác định các thang đo để đo lường và mô tả xu hướng tính dục. Hầu hết các thang đo hành vi tình dục và xu hướng tính dục được thúc đẩy bởi quan điểm rằng xu hướng tính dục là một phổ. Thang đo Kinsey hoạt động theo điểm nhìn liên tục và là thang đo xu hướng tính dục phổ biến nhất.

Thang đo phản ứng tình dục Kinsey, cho biết mức độ xu hướng tính dục

“Thế giới sống là một thể liên tục trong mỗi khía cạnh của nó. Chúng ta biết được thể liên tục này trong hành vi tình dục của con người càng sớm thì chúng ta sẽ đạt được hiểu biết đúng đắn về những thực trạng của tình dục càng sớm.”
- Kinsey và các cộng sự, 1948

Thang điểm Kinsey (cũng là thang đo Kinsey đồng tính-dị tính luyến ái) lần đầu tiên được Alfred Kinsey trình bày trong hai cuốn sách có tầm ảnh hưởng của ông về Hành vi tình dục ở nam giới (1948)  và Hành vi tình dục ở nữ giới (1953).  Hai cuốn sách này thường được xem như “những bản báo cáo của Kinsey”. Thang đo được dùng để phân loại và định lượng hành vi đồng tính và hành vi dị tính của người Mỹ. Nó đánh giá cả hành vi tình dục công khai cũng như những mộng tưởng về tình dục.